# Unhurvaara
Unhurvaara är en kulle i Finland.   Den ligger i den ekonomiska regionen Norra Lappland och landskapet Lappland, i den norra delen av landet, 1 000 km norr om huvudstaden Helsingfors. Toppen på Unhurvaara är 207 meter över havet.
Terrängen runt Unhurvaara är platt. Trakten runt Unhurvaara är nära nog obefolkad, med mindre än två invånare per kvadratkilometer. Det finns inga samhällen i närheten. 